# Liste der höchsten Berge der Ukraine
Diese Liste zeigt die höchsten Berge in der Ukraine, der Höhe nach geordnet.
Die höchsten Berge der Ukraine befinden sich in der Westukraine im nördlichen Teil der Ostkarpaten, den Waldkarpaten (Ostbeskiden). Den höchsten Gebirgszug der Waldkarpaten bilden die Schwarzen Berge. Die meisten der Berge befinden sich innerhalb des Biosphärenreservats Karpaten.
Die höchsten ukrainischen Berge außerhalb der Karpaten befinden sich im Krimgebirge. So erreicht der Roman Kosch, die höchste Erhebung des Krimgebirges, eine Höhe von 1545 m. 
| Platz   | Berg                                                                             | Höhe   | Gebirge/Massiv                | Anmerkung                                                                                   | Koordinaten                  | Bild |
| ------- | -------------------------------------------------------------------------------- | ------ | ----------------------------- | ------------------------------------------------------------------------------------------- | ---------------------------- | ---- |
| 1       | Howerla (ukrainisch Говерла)                                                     | 2061 m | Karpaten, Tschornohora        | Höchster Berg der Ukraine, für die Huzulen ist er heilig.                                   | 48° 9′ 37″ N, 24° 30′ 1″ O   |      |
| 2       | Brebeneskul (ukrainisch Бребенескул)                                             | 2036 m | Karpaten, Tschornohora        | Auf 1801 m Höhe liegt der Brebeneskul-See, der höchstgelegene Bergsee der Ukraine.          | 48° 5′ 54″ N, 24° 34′ 50″ O  |      |
| 3       | Pip Iwan (ukrainisch Піп Іван Чорногорський)                                     | 2028 m | Karpaten, Tschornohora        | Auf dem Gipfel stehen die Ruinen eines Observatoriums.                                      | 48° 2′ 52″ N, 24° 37′ 40″ O  |      |
| 4       | Petros (ukrainisch Петрос)                                                       | 2020 m | Karpaten, Tschornohora        |                                                                                             | 48° 10′ 22″ N, 24° 25′ 16″ O |      |
| 5       | Hutyn Tomnatyk (ukrainisch Гутин Томнатик)                                       | 2016 m | Karpaten, Tschornohora        |                                                                                             | 48° 6′ 0″ N, 24° 33′ 24″ O   |      |
| 6       | Rebra (ukrainisch Ребра)                                                         | 2001 m | Karpaten, Tschornohora        | Niedrigster der sechs Zweitausender der Ukraine.                                            | 48° 6′ 41″ N, 24° 33′ 36″ O  |      |
| 7       | Mentschul (ukrainisch Менчул)                                                    | 1998 m | Karpaten, Tschornohora        |                                                                                             | 48° 5′ 30″ N, 24° 35′ 46″ O  |      |
| 8       | Pip Iwan Maramureș (ukrainisch Піп Іван Мармароський, rumänisch Vârful Pop Ivan) | 1938 m | Karpaten, Maramuresch-Gebirge | Liegt auf der Grenze zu Rumänien                                                            | 47° 55′ 35″ N, 24° 19′ 30″ O |      |
| 9       | Turkul (ukrainisch Туркул)                                                       | 1933 m | Karpaten, Tschornohora        | Auf 1750 m Höhe liegt der Neystowohosee                                                     | 48° 7′ 25″ N, 24° 31′ 48″ O  |      |
| 10      | Breskul (ukrainisch Брескул)                                                     | 1911 m | Karpaten, Tschornohora        |                                                                                             | 48° 9′ 4″ N, 24° 30′ 43″ O   |      |
| 11      | Smotrytsch (ukrainisch Смотрич)                                                  | 1898 m | Karpaten, Tschornohora        |                                                                                             | 48° 4′ 10″ N, 24° 38′ 43″ O  |      |
| 12      | Blysnyzja (ukrainisch Близниця)                                                  | 1881 m | Karpaten, Swydiwez            | Nordgipfel, auch Großer Blysnyzja (ukr. Близниця Велика) genannt. Höchster Berg im Swydiwez | 48° 13′ 21″ N, 24° 13′ 58″ O |      |
| 13      | Dsembronja (ukrainisch Дземброня)                                                | 1878 m | Karpaten, Tschornohora        |                                                                                             | 48° 4′ 38″ N, 24° 36′ 18″ O  |      |
| 14      | Strymtscheska (ukrainisch Стримческа)                                            | 1872 m | Karpaten, Swydiwez            | wird nur auf gelistet, Südgipfel des Blysnyzja.                                             | 48° 12′ 55″ N, 24° 14′ 16″ O |      |
| 15      | Schpyzi (ukrainisch Шпиці)                                                       | 1863 m | Karpaten, Tschornohora        |                                                                                             | 48° 7′ 32″ N, 24° 34′ 5″ O   |      |
| 16      | Danzer (ukrainisch Данцер, auch Данціж Danzisch)                                 | 1848 m | Karpaten, Tschornohora        |                                                                                             | 48° 8′ 6″ N, 24° 31′ 52″ O   |      |
| 17      | Sywulja Welyka (ukrainisch Сивуля Велика)                                        | 1836 m | Karpaten, Gorgany             | höchster Berg im Gorgany                                                                    | 48° 32′ 59″ N, 24° 7′ 10″ O  |      |
| 18      | Poschyschewska (ukrainisch Пожижевська)                                          | 1822 m | Karpaten, Tschornohora        |                                                                                             | 48° 8′ 39″ N, 24° 31′ 25″ O  |      |
| 19      | Sywulja Mala (ukrainisch Сивуля Мала)                                            | 1818 m | Karpaten, Gorgany             |                                                                                             | 48° 32′ 42″ N, 24° 7′ 47″ O  |      |
| 20      | Neniska Welyka oder Mika-Mare (ukrainisch Неніска Велика / Міка-Маре)            | 1815 m | Karpaten, Maramuresch-Gebirge | liegt in der Ukraine und Rumänien                                                           | 47° 57′ 48″ N, 24° 28′ 24″ O |      |
| 21      | Ihrowez (ukrainisch Ігровець)                                                    | 1804 m | Karpaten, Gorgany             |                                                                                             | 48° 35′ 53″ N, 24° 6′ 8″ O   |      |
| 22      | Wyssoka (ukrainisch Висока)                                                      | 1804 m | Karpaten, Gorgany             |                                                                                             | 48° 36′ 33″ N, 24° 5′ 53″ O  |      |
| 23 – 29 |                                                                                  |        |                               |                                                                                             |                              |      |
| 30      | Hnatassja (ukrainisch Гнатася)                                                   | 1767 m | Karpaten, Maramuresch-Gebirge |                                                                                             | 47° 44′ 46″ N, 24° 52′ 54″ O |      |